# Herb Pasłęka
Herb Pasłęka – jeden z symboli miasta Pasłęk i gminy Pasłęk w postaci herbu ustanowiony przez radę gminy uchwałą nr XXIII/117/92 z 18 września 1992 roku.

## Wygląd i symbolika
Herb przedstawia na złotym polu rycerza jadącego na białym koniu przez trzy zielone pagórki w prawą stronę tarczy. Prawa ręka rycerza wzniesiona z mieczem, w lewej tarcza czerwona z białym poziomym pasem.
Prawdopodobnie jest to nawiązanie do herbu mistrza zakonu krzyżackiego – Meinharda von Querfurta z Elbląga – założyciela miasta.